# Muzeum Ziemi Lubawskiej w Nowym Mieście Lubawskim
Muzeum Ziemi Lubawskiej w Nowym Mieście Lubawskim – muzeum z siedzibą w Nowym Mieście Lubawskim. Placówka działa w ramach tutejszego Miejskiego Centrum Kultury.
Muzeum powstało w 1959 roku z inicjatywy Polskiego Towarzystwa Ludoznawczego. Jego siedzibą jest XIV-wieczna Brama Brodnicka (Kurzętnicka), stanowiąca jedną z pozostałości dawnym miejskich murów obronnych. W jego zbiorach znajdują się pamiątki związane z historią oraz kulturą ludową Ziemi Lubawskiej, począwszy od pradziejów (narzędzia kamienne), poprzez średniowiecze (militaria, numizmaty, naczynia użytkowe) po przedmioty codziennego użytku i narzędzia rolnicze, pochodzące z XIX i XX wieku.
Obecnie obiekt zamknięty dla zwiedzających, wcześniej zwiedzanie muzeum było możliwe po uprzednim uzgodnieniu.